# Morgunblaðið
Morgunblaðið («Моргюнбладид», исландское произношение: [ˈmɔrkʏnˌplaːðɪθ]) — исландская газета. Издаётся в Рейкьявике с 1913 года ежедневно, кроме воскресенья. Отражает взгляды Партии независимости.
Сайт Morgunblaðið, mbl.is — самый популярный сайт в Исландии.

## История
Morgunblaðið была основана Вильхьяульмюром Финсеном и Оулавюром Бьёрнссоном, братом первого президента Исландии, Свейдна Бьёрнссона. Первый номер, объёмом всего восемь страниц, был опубликован 2 ноября 1913 года.
25 февраля 1964 года в газете впервые была напечатана карикатура Сигмунда Йоуханнссона, изображающая первую высадку на вулканический остров Сюртсей. В 1975 году он стал постоянным карикатуристом Morgunblaðið и работал там до октября 2008 года.
В сентябре 2009 года владельцы газеты приняли спорное решение назначить Давида Оддссона, члена Партии независимости, самого продолжительного премьер-министра Исландии и бывшего председателя Центрального банка, одним из двух редакторов газеты.
В мае 2010 года на должность карикатуриста газеты был принят Хельги Сигурдссон. Он стал известен благодаря спорным рисункам на такие темы, как иммиграция, беженцы и COVID-19. Его последний рисунок был опубликован 14 декабря 2021 года. 7 января 2022 года стало известно, что Хельги ушёл из Morgunblaðið после того, как редакция потребовала от него изменить тон своих последних работ.